# Qiao Yunping
Qiao Yunping (雲萍 喬, Qingdao, 13 september 1968) is een Chinees tafeltennisspeelster. Zij werd samen met haar landgenote Liu Wei in Göteborg 1993 wereldkampioene in het dubbelspel voor vrouwen. Twee jaar later won ze in Tianjin nog een wereldtitel toen ze met het Chinese vrouwenteam het landentoernooi won. Ze speelde competitie voor onder meer de Duitse Bundesliga-clubs Rot-Weiss Klettham-Erding (waarmee ze in 1997 en 1998 de ETTU Cup won) en FC Langweid.

## Sportieve loopbaan
Qiao Yunping was van 1991 tot en met 1997 actief in het internationale profcircuit. In die tijd speelde ze vier wereldkampioenschappen, waarop ze zich driemaal plaatste voor een finale. In de eerste greep ze meteen haar eerste wereldtitel, door in de eindstrijd van het vrouwendubbel samen met Liu Wei hun landgenotes Deng Yaping en Qiao Hong te verslaan. Twee jaar later stonden de twee paren in eigen land wederom tegenover elkaar in de WK-finale, maar ditmaal moesten Yunping en Wei genoegen nemen met zilver. Toch schreef Yunping ook in Tianjin een wereldtitel bij, omdat de vier Chinese vrouwen samen het ploegentoernooi wonnen door in de finale Zuid-Korea te verslaan.
De beide WK-finales waren niet de enige gelegenheden waarbij Yunping/Wei en Yaping/Hong de degens kruisten. Op de Olympische Zomerspelen 1996 stonden de Chinese duo's wederom tegenover elkaar in de finale van het damesdubbel. Yunping legde het ook hier af tegen haar landgenotes. In de finales van zowel de Aziatische kampioenschappen 1994 als de Aziatische Spelen 1994 versloegen ze Yaping en Hong daarvoor nog tweemaal.
Yunping was in 1996 en 1997 actief op de ITTF Pro Tour, waarop ze zich in het tweede jaar plaatste voor de ITTF Pro Tour Grand Finals dubbelspel, waarin ze de kwartfinale haalde. Op de Pro Tour won ze samen met Po Wa Chai uit Hongkong in 1997 het dubbelspel op het Engeland Open. Ze was verliezend finaliste in het enkelspel van de Oostenrijk Open 1997 tegen Jing Tian.

## Erelijst
Belangrijkste resultaten:
- Wereldkampioene dubbelspel 1993, zilver in 1995 (beide met Liu Wei)
- Zilver in het vrouwendubbel op de Olympische Zomerspelen 1996 (met Liu Wei)
- Winnares dubbelspel op de Aziatische Spelen 1994 (met Liu Wei)
- Winnares dubbelspel op de Aziatische kampioenschappen 1994 (met Liu Wei)